# The Laughing Policeman
The Laughing Policeman (Smějící se policajt) je píseň ve stylu music hall, kterou nazpíval britský umělec Charles Penrose (publikoval ji pod pseudonymem Charles Jolly v roce 1922).
Podobnou píseň se stejnou melodií, ale s jiným textem lze vystopovat v USA již od 90. let 19. století, kde ji zpopularizoval George W. Johnson.

## Nahrávka písně
Charles Penrose píseň poprvé nahrál v červnu 1922 v hudebním vydavatelství Regal Records, kde byla vydána jako nahrávka G-7816.
Známější verze byla nahrána 22. dubna 1926 a vydávána v hudebním vydavatelství Columbia Records jako nahrávka č. 4014 a později jako FB 1184.
Jako skladatelka písně je oficiálně uváděna jeho žena Mabel pod pseudonymem Billie Grey; avšak hudba a melodie je převzata ze starší písně The Laughing Song, kterou nahrál George W. Johnson v USA již v 90. letech 19. století.
Charles Penroses napsal celou řadu podobných písních (The Laughing Major, Curate, Steeplechaser, Typist, Lover ad.), ale pouze píseň The Laughing Policeman se hraje do současnosti a prodalo se jí
přes milión nosičů. Její popularita trvale minimálně do 70. let 20. století a často byla hrána jako písnička na přání v pořadu Junior Choice ve vysílání BBC Radio 1.
Existuje dokonce taneční mix verze, která byla vydána jako 10palcový disk s 45 otáčkami za minutu, který připomíná staré gramodesky se 78 otáčkami za minutu.
Na tomto disku je na druhé straně také původní verze.
Stig Anderson, známý také pod přezdívkou Stikkan Anderson (švédský textař, později známý především jako spoluzakladatel hudební společnosti Polar Music a manažer skupiny ABBA), vytvořil švédskou verzi textu písně pod názvem Den skrattande polisen (the laughing police officer, Smějící se policajt). Tuto švédskou verzi nahrál v roce 1955 Ove Flodin a ve stejném roce byla také vydána.
Česká coververze písně vznikla až roce v 1989 a v roce 2002 vyšla na albu Po babičce klokočí (podtitul alba je Největší hity dvojice Šlitr – Suchý zpívá Jiří Suchý) v hudebním vydavatelství Multisonic jako dvanáctá ze čtrnácti skladeb na albu, pod názvem „Cha–cha“. Autorem českého textu je Jiří Suchý, hudební aranžmá Petr Malásek.

## Text písně
Píseň popisuje tlustého veselého policistu, který se neustále směje. První verše je následující:

I know a fat old policeman,

he's always on our street,

a fat and jolly red faced man

he really is a treat.

He's too kind for a policeman,

he's never known to frown,

and everybody says he's the happiest man in town.

Sbor

(Ha ha ha ha ha, 

Woo ha ha ha ha ha ha ha ha,

Woo ha ha ha ha ha ha ha ha,

Ha ha ha ha ha ha ha ha ha ha,
Ha ha ha .)

## Píseň v dalších uměleckých dílech
Píseň nebo odkaz na ní se objevuje v řadě literárních, filmových a televizních děl a také byla zobrazena na poštovní známce.

### Televize
- V seriálu One Foot in the Grave, epizoda The Man Who Blew Away, Meldrewovi stále budí noční party z druhé strany ulice a nejhorší nastane, když účastnící party hlasitě začnou zpívat sborovou část písně.
- V epizodě kriminálního seriálu BBC City Central zločinci ukradnou policejní vysílačku a na policejní frekvenci neustále dokola vysílající tuto píseň a zcela tak ochromí policejní komunikaci.
- V kriminálním dramatu BBC Bergerac, epizoda Natural Enemies je píseň přehrávána z gramofonu v dětském domově.
- Britský film Calling the Tune z roku 1936, zobrazující fiktivní příběh rivality z počátků gramofonového průmyslu je zobrazen Charles Penrose právě když nahrává celou tuto píseň.
- Píseň je použita jako hlavní téma TV seriálu Space Pirates, epizoda Music that Makes Me Laugh.
- Kenneth Arthur Dodd (populární anglický komik, zpěvák a herec, 1927–2018) pravidelně tuto píseň zpíval v televizní varietní show The Good Old Days, kterou vysílala BBC.
- Australská hudební skupina The Wiggles natočila parodii The Laughing Doctor, která se pak objevila na jejich albu Wiggle House.

### Film
Ve výpravném indickém filmu Mayabazar se objevuje píseň Vivaha Bojanambu, která je inspirována původní anglickou písní

### Poštovní známka
V roce 1990 vydala Royal Mail (Královská pošta Spojeného království Velké Británie a Severního Irska) poštovní známku o hodnotě 20 pencí, která je věnována této písni a zobrazuje ilustraci vycházející z této písně.